# Benjamin Pessoa
Benjamin Américo de Freitas Pessoa (Bananeiras, 1º de novembro de 1858 – Curitiba, 28 de maio de 1928) foi um advogado, desembargador e político brasileiro.

## Biografia
Filho do fazendeiro Antônio Targino de Freitas Pessoa e de d. Francisca Cruz de Freitas Pessoa, Benjamin nasceu no ano de 1858 na cidade de Bananeiras, interior do estado da Paraíba, e ali realizou seus primeiros estudos. Na adolescência foi para Recife onde efetuou os estudos preparatórios para ingressar na Faculdade de Direito, diplomando-se por esta instituição no curso de Ciências Jurídicas e Sociais.
Sendo seu progenitor próspero fazendeiro e senhor de muitos escravos, Benjamin era convicto abolicionista e republicano e por estas causas revelou-se fervoroso propagandista.
Em 1891 transferiu residência para a cidade de Antonina, litoral do Paraná, para ocupar o cargo de promotor público e nesta cidade também exerceu o cargo de juiz de direito, bem como, para este mesmo cargo, foi transferido para a cidade de Campo Largo.
Após o falecimento do Dr. Joaquim de Almeida Faria Sobrinho, seu sogro, afastou-se da magistratura civil para seguir a magistratura militar, ocupando o cargo de auditor de guerra, cargo este exercido justamente pelo sogro recém-falecido. Nesta função foi transferido para Porto Alegre e após alguns anos no Rio Grande do Sul, retornou para o Paraná.
Benjamin Pessoa também foi deputado estadual, ocupando uma vaga na Assembléia Legislativa do Paraná por várias legislaturas e ao ser convidado para disputar uma vaga para a Assembléia Nacional, declinou o convite.

### Falecimento e homenagem
Benjamin Américo de Freitas Pessoa faleceu no dia 28 de maio de 1928 na cidade de Curitiba.
Em agosto de 1988 a capital paranaense homenageou o desembargador e político ao batizar uma das vias de Curitiba de Rua Desembargador Benjamin Américo de Freitas Pessoa.